# Castello di Welzenegg
Il castello di Welzenegg (Schloss Welzenegg in tedesco), anche noto come castel Hallegg, si trova nella frazione omonima del comune austriaco di Klagenfurt am Wörthersee nel distretto di Klagenfurt-Land, in Carinzia e la sua ricostruzione nelle forme recenti risale al XVI secolo sul sito dove stava in precedenza un castello del XII secolo.

## Storia

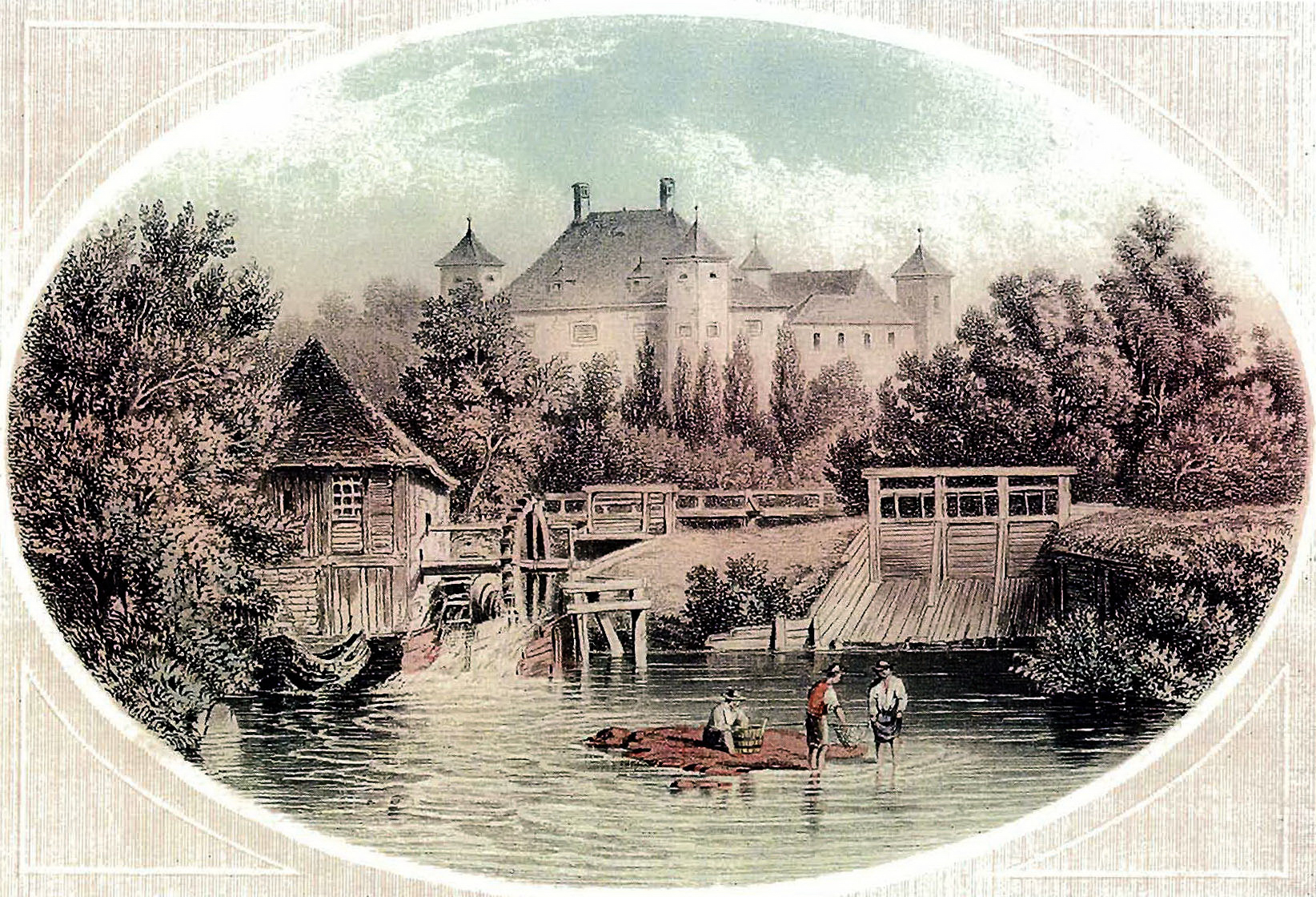
Il castello di Welzenegg presso Klagenfurt in una stampa del 1850

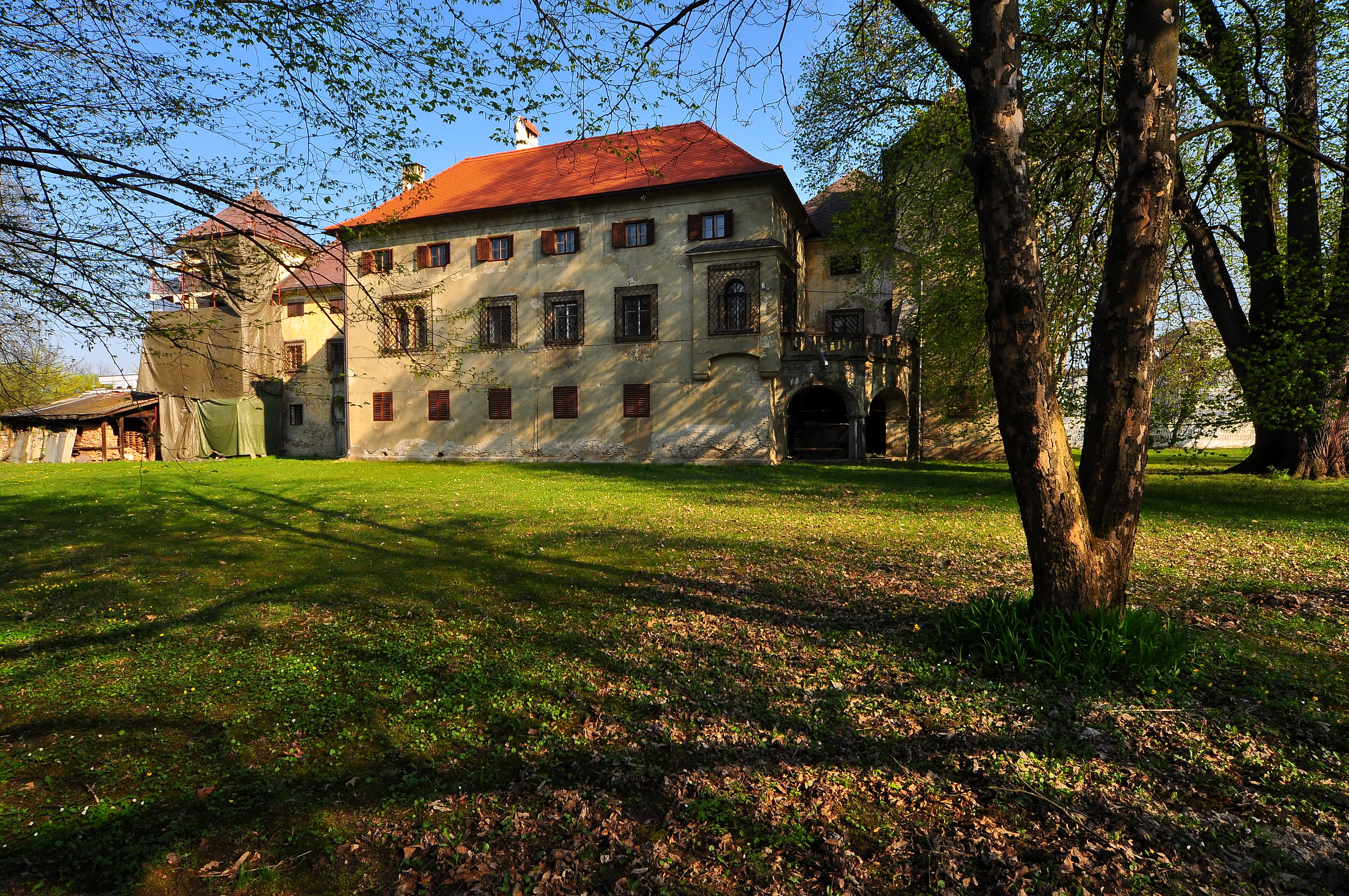
Vista posteriore dal parco

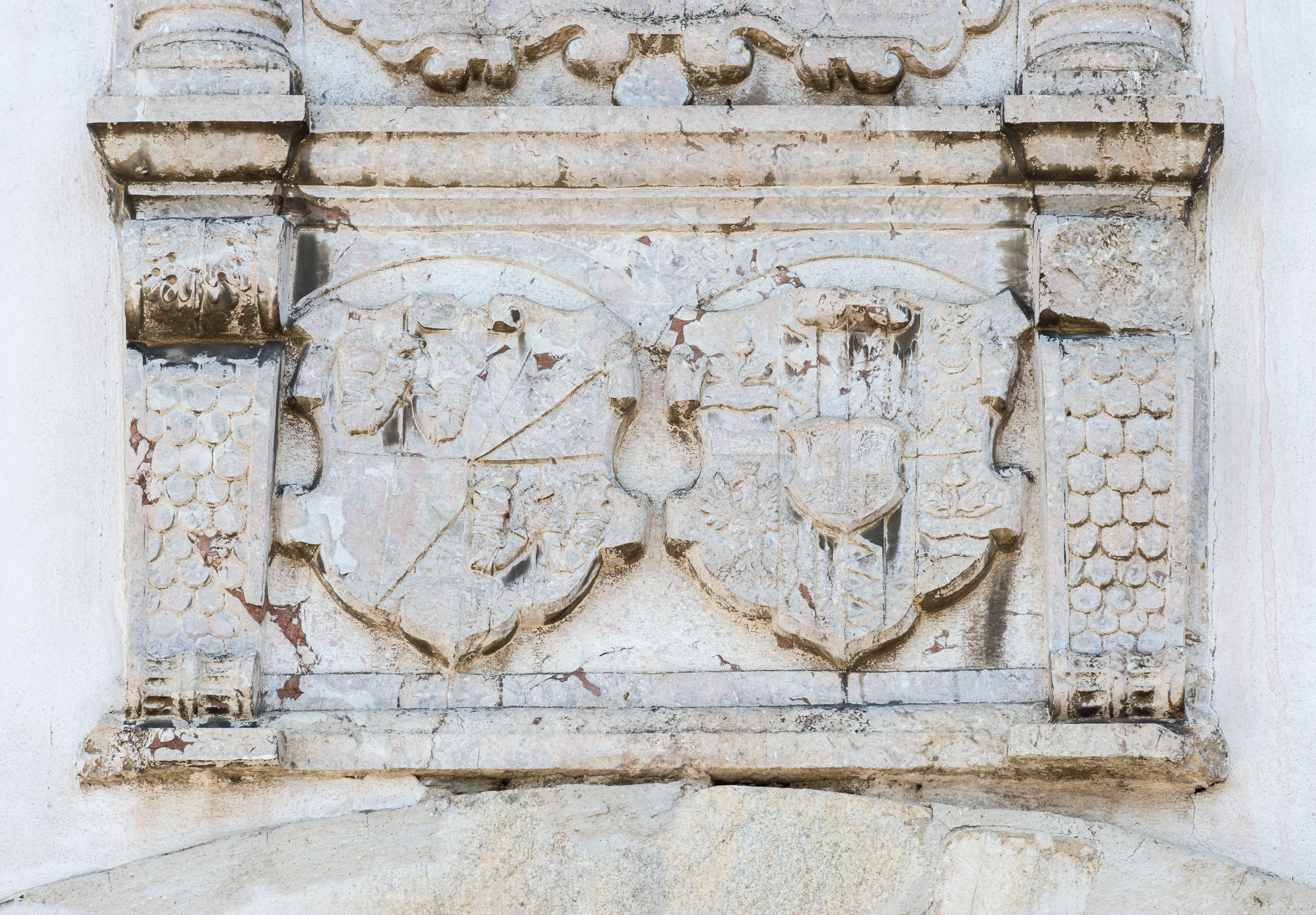
Doppio stemma nobiliare posto sul portale di accesso

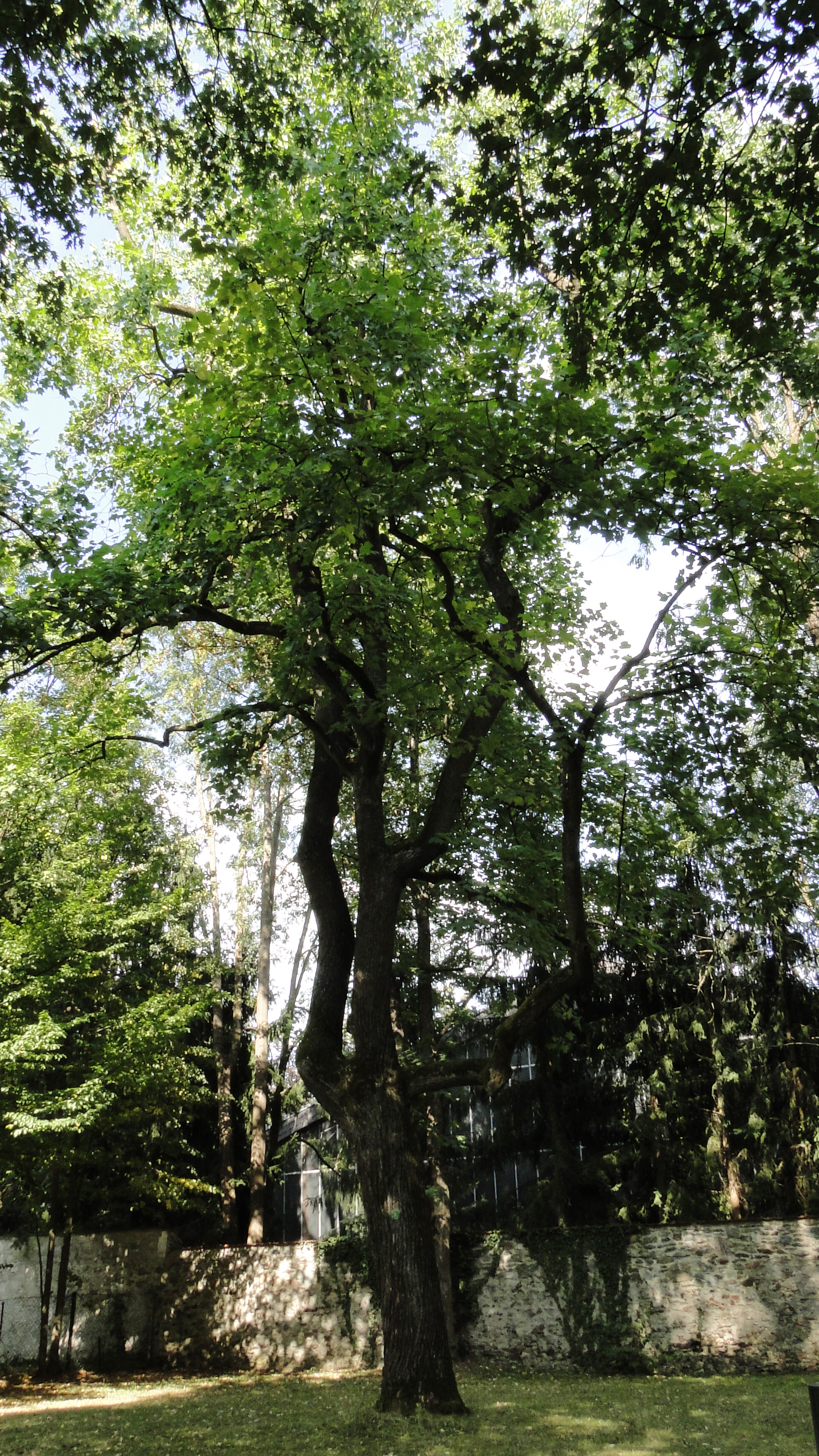
Albero dei tulipani nei giardini e considerato bene di interesse naturalistico della Carinzia

Il castello nei pressi di Klagenfurt venne edificato da Viktor Welzer von Eberstein, amministratore del distretto arciducale e amministratore del governo regionale della Carinzia nel 1575 sul sito dove dal 1198 al 1433 la famiglia Hallegg, che deteneva la signoria del luogo, aveva già fatto costruire un precedente castello medievale.

## Descrizione
Il castello si trova ad ovest nella località di Welzenegg nel comune austriaco di Klagenfurt am Wörthersee appartenente al distretto di Klagenfurt-Land in Carinzia al bordo del grande parco della residenza. Rappresenta il primo esempio di palazzo rinascimentale in  Carinzia. La facciata principale è caratterizzata dal portale racchiuso da pilastri e arco a tutto sesto sormontato dal doppio stemma nobiliare delle famiglie Welzer e Khevenhüller e dalla finestra a trifora. Le torri che stanno ai lati hanno il tetto a piramide. Il cortile interno è interessante perché decorato a graffiti. Il castello è sede di numerosi eventi culturali.
Nel parco è presente un esemplare di Albero dei tulipani considerato bene di interesse naturalistico della Carinzia. 

### Bene architettonico tutelato
In Austria il castello di Welzenegg è un bene sottoposto a tutela artistica col numero 34573.